# 蟲黴目

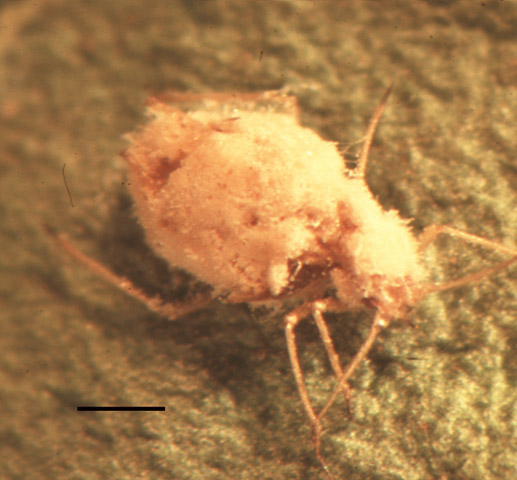
綠色桃蚜被蟲黴目的真菌新蚜蟲癘霉殺死。比例尺：0.3 mm.

蟲黴目（學名：Entomophthorales）亦作蟲黴菌目，是真菌界的一個目，原本屬於接合菌門，近期分類地位多次改動，許多研究者將其獨立成一個門。蟲黴菌目中大部分的種對昆蟲有致病力，其中一些會感染線蟲、螨蟲、水熊蟲及蜘蛛，有些種類（如冠耳黴）則是腐生的。蟲黴菌目的學名Entomophthorales源自於希臘文中的「昆蟲攻擊者」。

## 重要種類
- 蛙生蛙粪霉：和蛙類共生，且為哺乳類動物的病原菌
- 冠耳霉[1]：腐生於落葉上的真菌及哺乳動物的病原菌
- 舞毒蛾噬蟲黴（Entomophaga maimaiga）：用於生物防治舞毒蛾
- 蝇虫霉：蒼蠅的病原菌
- 堆狀孢子菌屬（Massospora）：蟬之病原菌

## 生物特徵
蟲黴菌目之菌絲不發達，皆為雌雄同株，且大部分種類為絕對寄生，在寄主死後，真菌無法繼續生長並會產生孢子 ，少部分的非絕對寄生菌在其寄主死後會將菌絲延伸出去並持續在環境中生長。大部分蟲黴菌目的屬會產生具主動發射性的無性孢子，當沒有降落於適合的寄主上時，這些孢子會發芽成許多孢子形態中的一種，其中包括較小版本的原生孢子，甚至生成為黏性孢子，此種黏性孢子在細長的分生孢子梗上被稱為分節孢子（capilliconidia）。

## 分類
先前被分類於接合菌門接合菌綱中，2007年接合菌門被認為是並系群而拆分成球囊菌門與毛霉亞門、蟲霉亞門、梳霉亞門和捕蟲霉亞門等四個地位未定的亞門，蟲黴菌目被提升到亞門的地位。2012年，Humber根據進一步的支序分析確定蟲霉亞門是一個單系群，並將其定位為一個門。2018年Tedersoo等人將真菌分為十八個門，蟲霉門也是其中之一。
另一個爭議點蛙糞菌是否屬於蟲黴菌，或應從蟲黴菌中獨立出來。1995年Nagahama等人的研究表明，蛙糞菌科和某些腐生真菌關係較近，也無明確證據支持其屬於蟲黴菌。2007年的分類系統將蟲黴菌提升為亞門，蛙糞菌則地位未定，不被歸入任何門或亞門中。2012年Humber將蟲黴菌提升為門後，將蛙糞菌歸為其下的一個綱，成為蛙糞菌綱（Basidiobolomycetes）。2018年Tedrsoo等人維持蟲黴菌目門的地位，但將蛙糞菌從其下分出，成為一個獨立的門蛙糞菌門（Basidiobolomycota）。
本目包括以下科：
- 新月黴科 Ancylistaceae
- 蕨黴科 Completoriaceae
- 虫霉科 Entomophthoraceae
- 頂裂黴科 Meristacraceae
- 新接霉科 Neozygitaceae

科的地位未定的属：
- Zygaenobia Weiser, 1951